# Jean-Louis Depierris
 (septembre 2013).
Si vous disposez d'ouvrages ou d'articles de référence ou si vous connaissez des sites web de qualité traitant du thème abordé ici, merci de compléter l'article en donnant les références utiles à sa vérifiabilité et en les liant à la section « Notes et références ».
Jean-Louis Depierris (Pau, 28 décembre 1931 - Šibenik, 15 avril 2001) est un poète français.

## Publications
- Analogies, 1952
- L'Esprit de la terre, 1955
- Naufragé du bestiaire, 1957
- Ce crissement de faulx, 1960
- Ragusi, 1960
- Fer de lance, 1965
- Quand le mauve se plisse, 1969
- Christiane Burucoa, 1975
- Shahla Moazzezi, Editions Atlantica, 1999

## Pour approfondir